# Citroën Jumper
Il Citroën Jumper (venduto sul mercato britannico come Citroën Relay) è un furgone di grandi dimensioni per il trasporto leggero, prodotto dalla casa automobilistica francese Citroën a partire dal 1994. 
È stato introdotto sul mercato, assieme al Peugeot Boxer in concomitanza con l'entrata in produzione della seconda serie del furgone italiano Fiat Ducato, che sono gli altri due furgoni nati dalla Sevel progetto comune tra Gruppo Fiat e PSA Peugeot Citroën.

## Prima serie (1994-2006)

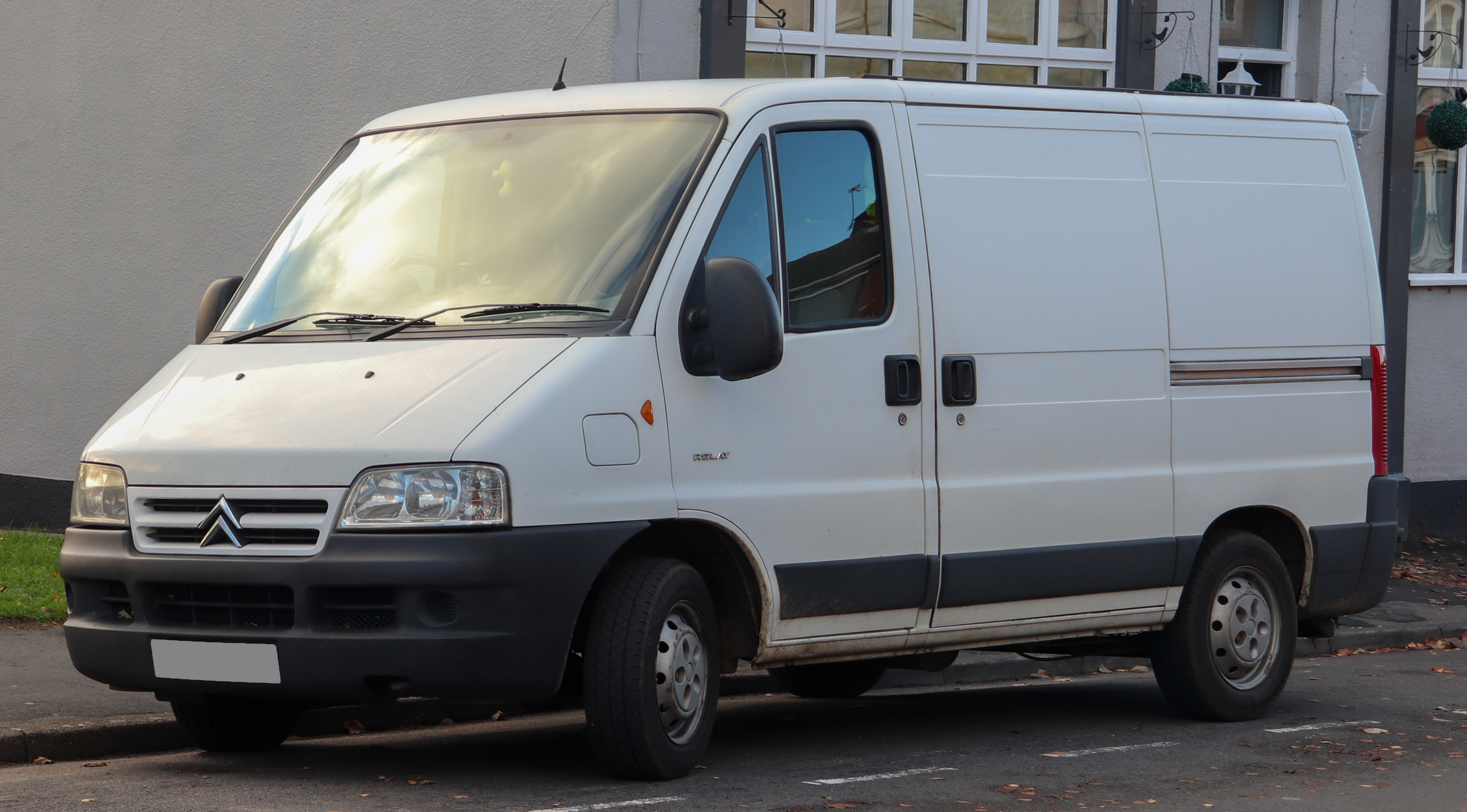
Una Citroёn Jumper dopo il restyling del 2002

Il Jumper è prodotto presso lo Stabilimento Sevel Val di Sangro situato ad Atessa (CH) con gli altri due furgoni con cui condivide anche tutti i lamierati e si differenzia solo per il marchio. Il Jumper è previsto, come nel caso delle due "cugine", a passo corto, medio e lungo, sia in configurazione furgonata che combinata, ossia allestita anche per il trasporto di persone, con tanto di sedili. In questo caso il Jumper si trasforma in una grossa monovolume.
Le motorizzazioni erano da 2.2, 2.5 e 2.8 litri, entrambe turbodiesel, ma vi furono anche una motorizzazione a benzina da 2 litri ed una ibrida benzina-GPL.
Nel 2002 si ha il restyling: il frontale pressoché liscio viene ridisegnato, così come anche il disegno dei fari anteriori. Pressoché immutato il resto del veicolo.

## Seconda serie (2006-2014)

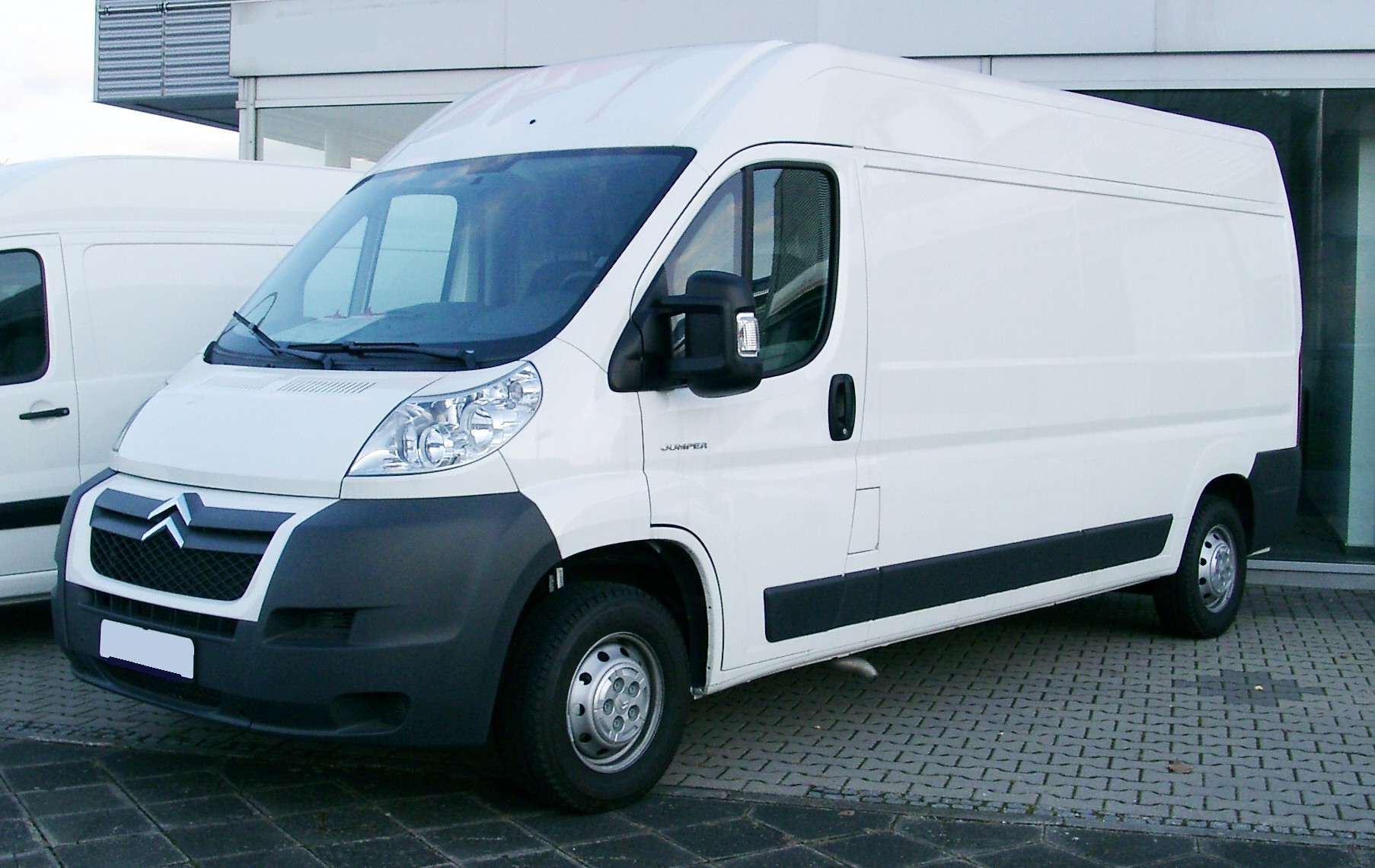
La seconda serie del Jumper

Nel 2006 al salone di Madrid è stata presentata la seconda serie del Jumper, e con essa anche la seconda serie del Boxer e la terza serie del Ducato.
Per questa serie è previsto (come sul Boxer) un 2.2 Hdi da 100 CV e 120 CV sviluppato con Ford ed un 3.0 Hdi da 157 CV.
Un particolare che farà differenziare Jumper e Boxer dal Ducato è la mancanza della grande mascherina. Fanno parte di tale equipaggiamento anche l'ABS e l'ESP.

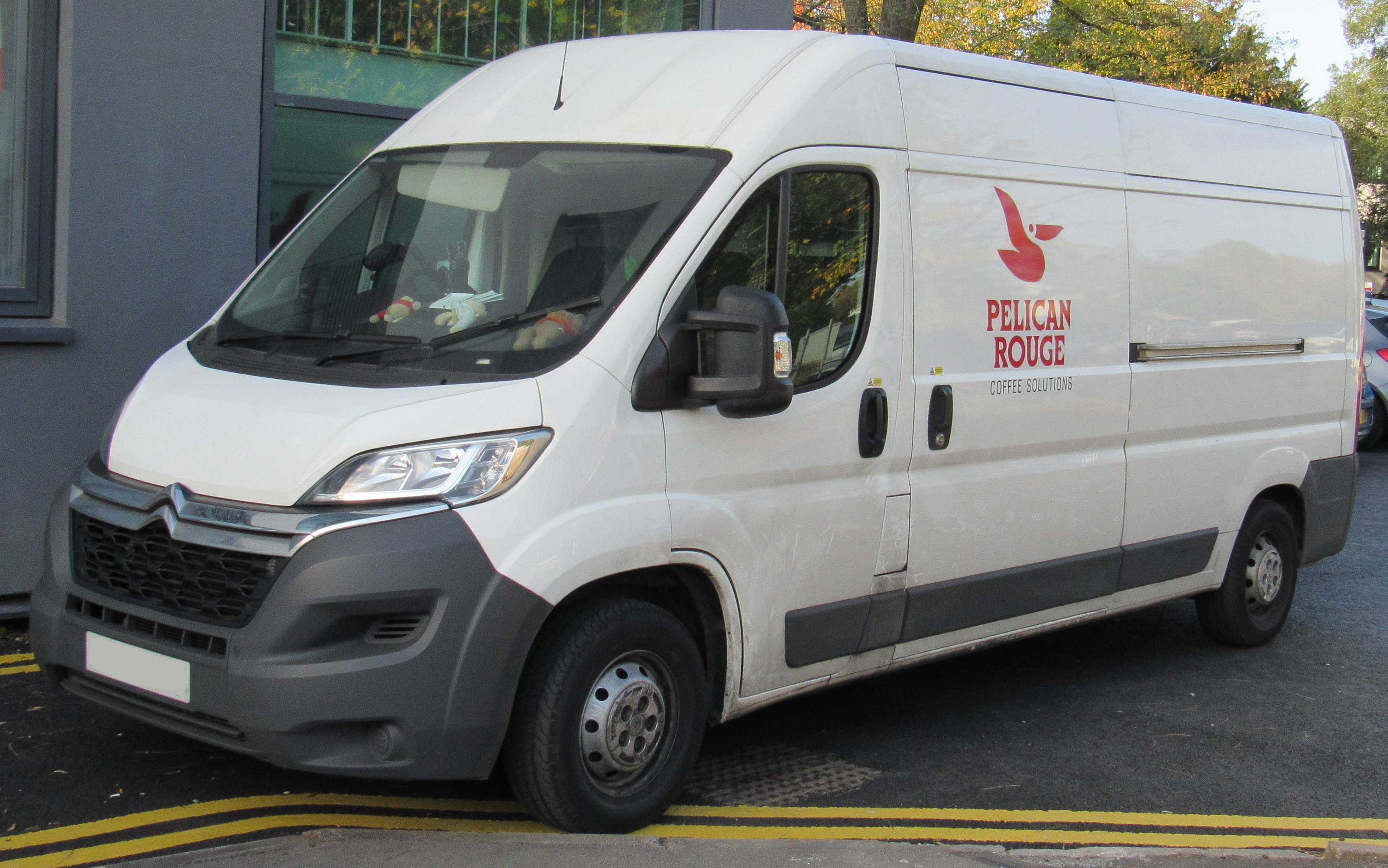
Jumper III

## Terza serie (da fine 2014)
Alla fine del 2014 è stata commercializzata, assieme alla terza serie del Peugeot Boxer e alla quarta serie del Fiat Ducato, la terza serie del Citroen Jumper.